# Vicente Rodríguez
Vicente Rodríguez Guillén, född 16 juli 1981 i Valencia, är en spansk före detta fotbollsspelare (mittfältare). Han avsluta sin karriär i Brighton & Hove Albion, dit han kom från Valencia CF. Innan han kom till Valencia CF spelade han i en annan Valenciaklubb vid namn Levante UD. Han har under åren blivit en framstående spelare i klubben. Speciellt efter säsongen 2003-04 då Valencia CF vann både ligan och Uefacupen. Då var Vicente en av Valencias bästa spelare, om inte den bästa. Han är särskilt duktig på att lura bort sina motståndare eller springa ifrån sina motståndare. Han är den snabbaste spelaren i La Liga. Han är också skicklig på att slå inlägg med sin vänsterfot. 
Numera spelar inte Rodríguez i landslaget efter att hamnat i bråk med Luis Aragonés och kommer troligen inte spela mer i den spanska tröjan. Under Ronald Koemans tid hade Vicente Rodríquez det svårt att ta en plats i Laget men Koeman blev sparkad och nu är Rodríquez på gång igen.
Tillägg också att Rodríguez just nu säsongen 09/10 knappt fått spela en enda match. Han har haft stora bekymmer med skador efter sin fantastiska säsong 03/04. Man noterar att han var inblandad i båda målen i Uefacup-finalen på Ullevi då laget från Spanien vann med 2-0 mot Marseille. Han nätade i en straff och assisterade till Mistas 2-0 mål.